# Волочаевская (станция метро)
«Волочаевская» (второе проектное название — «Молодёжная») — планируемая конечная станция Дзержинской линии Новосибирского метрополитена наземного типа с двухпутной соединительной веткой длиной 1,21 км, строительство которых предусмотрено на территории одноимённого депо.
Станция будет являться конечной на Дзержинской линии и следующей за «Гусинобродской». Территориально будет находиться на востоке Новосибирска — на границе Дзержинского и Октябрьского районов. Проектный срок запуска станции и депо — после 2025 года.

## История

### Советская эпоха
На основании Постановления Совета Министров СССР от 30 марта 1981 года № 312 институтом «Новосибирскметропроект» разработана откорректированная Генеральная схема развития метрополитена г. Новосибирск, утверждённая Правительством, по которой метрополитен состоит из пяти линий общей протяжённостью 91,4 км.
Тогда же в 1980-е годы институтом «Новосибметропроект» было разработано ТЭО продления Дзержинский линии до Гусинобродского шоссе, одним из разделов которого описывалось строительство электродепо с определением основных его характеристик (см. Схему развития метрополитена 2000 года).

### Современная Россия. Попытка сооружения
ТЭО этого участка продления Дзержинской линии было утверждено в 1993 году. Проектируемый участок проекта включает в себя перегон электродепо «Волочаевское» с зонной станцией и двухпутной соединительной веткой длиной 1,21 км. Возведение депо со станцией предусмотрены «Программой развития метрополитена и других видов внеуличного транспорта до 2015 года в Новосибирске» и входят в правобережный участок строительства Дзержинской линии.
До настоящего[какого?] времени строительство станции и депо сохранялось в планах. По ним велись только подготовительные работы. См. схему «Комплексное развитие общественного транспорта» из утверждённого «Генерального плана развития Новосибирска до 2030 года». После сдачи в эксплуатацию станции «Золотая Нива» (с августа 2011 года) работы по этому участку активизировались.
По станции разработана проектно-сметная документация. Ориентировочный срок начала строительных работ был намечен на период 2012—2014 гг. По заявлению ряда чиновников, при их возведении «город рассчитывает на поддержку федерального бюджета» (в 2013 году). Ожидалось, что федеральный центр вложит в строительство станции 1 млрд 370 млн рублей. Такую же сумму готов был вложить местный бюджет.
К достройке Дзержинской линии местные чиновники рассматривали возможность привлечь строителей с Украины, из Германии. Переговоры с немецкой компанией должны были состояться 4 ноября 2012 года. В октябре 2012 года губернатор Василий Юрченко на одной из пресс-конференций заявил, что власти оценили затраты на постройку 2-х станций и депо в 10 млрд рублей. При этом он добавил, что «линию реально достроить за 2-2,5 года». Однако по мнению представителя проектировщика ООО «Красноярскметропроект» (входит в Бамтоннельстрой), «разработка проекта продления ветки только едва началась и закончится не ранее середины 2013 года». Что же касается возведения этих объектов, то к сооружению удастся приступить не ранее 2014 года или даже 2015 года.
На начало 2013 года проект из двух станций в рамках продолжения линии находился в стадии прохождения экспертизы. Экспертиза в Москве продлится, по ожиданиям, до апреля. После этого власти объявят[когда?]

 конкурс, документацию для которого готовит консалтинговая компания. Стоимость продления ветки, по оценкам, составит 9 млрд рублей. По заявлению мэра города, сооружение объектов компания-застройщик начнёт на свои деньги, а расчёт будет производиться городом в течение пяти лет. Также он добавил, что ещё есть надежда, что возведение начнётся в этом году.
В июле 2013 г. Государственная экспертиза наконец одобрила проект строительства в Новосибирске двух станций метрополитена на Дзержинской ветке. Уже в ближайшее время[когда?]

 правительство НСО объявит конкурс на строительство новых станций. Инвесторы строительства двух станций Дзержинской линии «Волочаевской», «Гусинобродской» и метродепо построят объекты в рассрочку, а вложенные средства вернут в течение 5—7 лет после сдачи объекта. Инвестиции в строительство оцениваются в 10,5 миллиардов рублей.

## Проект станции
Конструкция станции — наземно-эстакадная, с боковыми платформами. Проект выполнен «Новосибметропроектом».
Согласно проекту, над станцией разместят наземный вестибюль, выход в который с платформ будет осуществляться посредством восьми эскалаторов и двух лифтов. Эскалаторы будут расположены в торцевых частях перронов, а лифты — в середине. Платформы от путей будут отделять прозрачные перегородки с раздвижными дверьми.
В феврале 2019 года было объявлено о необходимости госэкспертизы актуализированного годом ранее проекта строительства с перспективой сдачи станций Гусинобродская и Молодёжная (Волочаевская) к Молодёжному чемпионату мира по хоккею 2023 года.

## Расположение
Ранее на территории, отведённой под станцию с депо, располагался один из крупнейших вещевых рынков Сибири, т. н. «барахолка» с частичным отводом под депо части его территории.
Ранее предполагалось разместить станцию на пересечении улицы Волочаевской и Гусинобродского шоссе. Однако, по данным на июль 2012 года, будущая станция расположится между улицей Волочаевской и улицей Коминтерна. С Гусинобродским шоссе станция будет совмещена переходом, который будет расположен над землёй. А уже после станции метропоезда направятся в депо «Волочаевское».